# Żertwiennik
Żertwiennik (gr. proskomidion, thysiasteron od: thysia „ofiara”, „ofiarowanie”; cs. proskomidnik, żertwiennik (od: żertwa „ofiara”)) –  we wschodnich kościołach chrześcijańskich tradycji bizantyńskiej stół ofiarny w kształcie sześcianu, usytuowany w części ołtarzowej cerkwi, na lewo od perestołu. Podczas Proskomidii (gr. prothesis: przygotowanie się duchownych do celebracji i przygotowanie Boskiej Liturgii) służy do przygotowania darów ofiarnych: chleba i wina, oraz do składania na nim sprzętów liturgicznych (potir, diskos, łżyca, kopie, welony). W sensie symbolicznym żertwiennik wyobraża żłóbek betlejemski (cs. jasli) i Golgotę.